# António Augusto dos Santos
António Augusto dos Santos (Freixo de Espada à Cinta, Trás-os-Montes, 17 de Abril de 1907) foi um General português da arma de artilharia, comandante das forças portuguesas em Moçambique entre 1964 e 1969, ano em que saiu do comando. No início da Guerra da Independência de Moçambique, em 1964, Augusto dos Santos comandou as tropas portuguesas no terreno e favoreceu a utilização das unidades africanas treinadas pelos portugueses, em vez de os enviar sozinhos para as batalhas. 
A falta de sucesso de Portugal em Moçambique, com cerca de 14% da população e 20% do país controlado pela FRELIMO, em 1967, levou a que Augusto dos Santos fosse substituído no comando, em 1969, pelo General Kaúlza de Arriaga. Um ano mais tarde, Augusto dos Santos foi nomeado para Chefe do Estado-Maior do Exército, posição em que se manteve até 1972. 
Foi condecorado com o Grau de Comendador da Ordem da Torre e Espada pelas suas funções em Moçambique